# LiVES
LiVES (LiVES is a Video Editing System) — свободный видеоредактор и инструмент виджея, выпущенный под GNU General Public License. Работает под многими UNIX-подобными операционными системами, в частности, Linux, Mac OS X, BSD и IRIX.

## Разработка
Главный разработчик LiVES — Gabriel Finch, который также является виджеем и занимается видеоартом.
Проект был запущен в 2002 году, версия 1.0 была выпущена 22 июля 2009 года.

## Возможности
LiVES позволяет пользователю редактировать видео как в реальном времени, так и не в реальном. Также данное приложение имеет некоторые функции, не свойственные традиционным видеоредакторам, например, им можно управлять по сети, оно может транслировать видеопоток другой копии LiVES.
LiVES использует систему плагинов для создания эффектов, кодирования, декодирования и воспроизведения, имеется API для расширения функциональности.